# George Peter Murdock
George Peter Murdock, ameriški antropolog, * 11. maj 1897, Meriden, Connecticut, ZDA, † 29. marec 1985, Devon, Pensilvanija, ZDA.

## Izbrana dela
- Social Structure, 1949
- Africa: Its peoples and their culture history, 1959
- Ethnographic Atlas: A Summary, 1967
- Atlas of World Cultures, 1981

1. 1 2  SNAC — 2010.
2. 1 2  Encyclopædia Britannica
3. ↑  Мёрдок Джордж Питер // Большая советская энциклопедия: [в 30 т.] — 3-е изд. — Moskva: Советская энциклопедия, 1969.